# Deportivo La Guaira
Deportivo La Guaira Fútbol Club ist ein venezolanischer Fußballverein aus La Guaira. Der Verein trägt seine Heimspiele im Estadio Olímpico de la Universidad Central de Venezuela. Deportivo La Guaira spielt derzeit in der Primera División, der höchsten Spielklasse in Venezuela.

## Geschichte

Logo des Real Esppor Club

Der Verein wurde am 21. Juli 2008 als Real Esppor Club in Caracas, der Hauptstadt von Venezuela, gegründet. Vom venezolanischen Fußballverband wurde der Verein in die zweitklassige Segunda División eingestuft. Durch einen zweiten Platz in der Gesamttabelle mit fünf Punkten Rückstand auf Centro Ítalo FC gelang gleich in der ersten Saison der Aufstieg in die Primera División, die höchste Spielklasse im venezolanischen Fußball. Hier konnte der Verein für reichlich Furore sorgen, als im Torneo Apertura der zweite Platz punktgleich mit Deportivo Táchira belegt wurde. Hätte der Real Esppor Club eine bessere Tordifferenz als Deportivo Táchira gehabt, würde man gegen den Sieger der Torneo Clausura, Zamora FC, um die venezolanische Fußballmeisterschaft spielen. Dennoch ist der am Ende der Saison belegte zweite Platz in der Gesamttabelle hinter dem FC Caracas ein sehr großer Erfolg für den noch jungen Verein. Damit spielt man um die Teilnahme an der Copa Sudamericana 2011. Im ersten Play-off-Spiel traf Real Esppor Club am 22. und 25. Mai 2011 auf Carabobo FC. Nachdem man sich durchsetzen konnte, wartete dann Deportivo Anzoátegui, das seinerseits AC Mineros de Guayana eliminiert hatte. Gegen dieses Team unterlag Real Esppor Club jedoch und verpasste die Qualifikation für die Copa Sudamericana.
2013, zog der Verein nach La Guaira um. Am 26. Juni 2013, wählte das Team  Deportivo La Guaira als Namen. 2014 und 2015 gewann man die Copa Venezuela und 2020 konnte der Verein erstmals die nationale Meisterschaft gewinnen.

## Erfolge
- Venezolanischer Meister: 2020
- Venezolanischer Pokalsieger: 2014, 2015